# Dugongovití
Dugongovití (Dugongidae), též moroňovití, je čeleď velkých vodních savců z řádu sirén, známých též jako mořské krávy. Na rozdíl od kapustňákovitých mají vidlicovitě vykrojený ocas, jejich delší ploutve jsou bez kopýtkovitých nehtů, žijí jen v moři a rostliny spásají pouze ze dna.

## Druhy
- dugong indický
- koroun bezzubý, též Stellerův nebo také Stellerova mořská kráva (Hydrodamalis gigas) byl vyhuben již po méně než 30 letech po svém objevení. V roce 1768 byl ruskými lovci u Komandorských ostrovů zabit poslední jedinec.